# ضفدع الشجر الأمريكي الأخضر
ضفدع الشجر الأمريكي الأخضر (بالإنجليزية: American green tree frog) (باللاتينية: Hyla cinerea) هو نوع شائع في العالم الجديد من الضفادع المتنقلة بين الشجر تابعة لجنس هايلا. وهي من الحيوانات التي يقوم الناس بتربيتها، وتنتشر في جورجيا ولويزيانا.

## الوصف
لون الضفدع أخضر، ومتوسط الحجم بطول أعلى من 6 سم. اللون في الظل يكون مُصّفر زيتوني مشرق إلى أخضر غامق. واللون يمكن أن يتغير اعتماداً على الإضاءة أو درجة الحرارة. قد يوجد عليها بقع صغيرة من الذهب أو بيضاء على الجلد، والتي قد يكون لها أيضاً بقع بيضاء وصفراء باهتة، أو طبقة ملساء ملونة ذات خطوط تمتد من أفواهها أو الشفاه العليا إلى الخاصرتين الخاصة بهم. لديها بشرة ناعمة وبِطانة سميكة لأصابع القدم. بطونهم ذات لون أصفر شاحِب إلى أبيض، الذكور يَمتلكون حنجرة مُجعدة وتكون أصغر قليلاً من الإناث.

## الانتشار والموطن
هذه الضفادع توجد بمركز جنوب شرق الولايات المتحدة، بنطاق جغرافي من الساحل الشرقي من ولاية فرجينيا إلى جنوب شرق ولاية فلوريدا. مع وجود انتشار في أقصى الغرب في وسط ولاية تكساس، وشمالاً حتى ولاية ماريلاند وديلاوير. الضفدع يُعتبر أحادي الطراز.

## انظر ايضاً
- ضفدع الشجر الرمادي.